# Joe's Corsage
Joe's Corsage es un álbum de material grabado por el músico y compositor estadounidense Frank Zappa con The Mothers of Invention a mediados de los años 1960, antes de la grabación de su álbum debut Freak Out! de 1966. El álbum fue compilado por el archivista musical  Joe Travers, siendo su título un juego de palabras con otro álbum del artista llamado Joe's Garage.
varias de las grabaciones que aparecen en Joe's Corsage son versiones demos de canciones que después aparecieron en Freak Out!. La primera serie de demos, probablemente grabados en 1965, cuentan con el guitarrista Henry Vestine, que después formaría Canned Heat. También incluye versiones de "My Babe" de The Righteous Brothers y "Hitch Hike" de Marvin Gaye.

## Lista de canciones
Todas las canciones compuestas por Frank Zappa, excepto donde se indique lo contrario.
1. "Pretty Pat" – 0:33
2. "Motherly Love" – 2:21
3. "Plastic People" (Richard Berry, Zappa) – 3:05
4. "Anyway the Wind Blows" – 2:55
5. "I Ain't Got No Heart" – 3:50
6. "The Phone Call"/"My Babe" (Bobby Hatfield, Bill Medley) – 4:06
7. "Wedding Dress Song/Handsome Cabin Boy" (tradicional) – 1:02
8. "Hitch Hike" (William "Mickey" Stevenson, Clarence Paul, Marvin Gaye) – 2:54
9. "I'm So Happy I Could Cry" – 2:43
10. "Go Cry on Somebody Else's Shoulder" (Zappa, Ray Collins) – 3:29
11. "How Could I Be Such a Fool?" – 3:00
12. "We Made Our Reputation Doing It That Way..." – 5:34

## Personal
- Frank Zappa – guitarra, voz
- Ray Collins – voz, pandereta, armónica (pistas 6–8)
- Henry Vestine (pistas 2–5) – guitarra
- Roy Estrada – bajo
- Jimmy Carl Black – batería